# Масерија Сан Ђовани (Авелино)
Масерија Сан Ђовани је насеље у Италији у округу Авелино, региону Кампанија.
Према процени из 2011. у насељу је живело 28 становника. Насеље се налази на надморској висини од 607 м.